# Francesca Cheyenne
Francesca Cheyenne, pseudonimo di Francesca Roveda (Verona, 28 gennaio 1971), è una conduttrice radiofonica, conduttrice televisiva, autrice televisiva e autrice radiofonica italiana.

## Biografia
Dopo aver conseguito il diploma in maturità classica, si laurea nel 1998 in lettere moderne presso la facoltà di Lettere e Filosofia di Padova con una tesi dal titolo L'archetipo del femminile nella drammaturgia di Frank Wedekind.
Dal 1995 lavora come autrice, conduttrice ed inviata presso il canale musicale Match Music, intraprendendo collaborazioni con altri network televisivi, tra cui Rai 2, dove conduce il programma My Compilation, Rai 3 e Odeon TV, sempre in qualità di autrice e conduttrice. 
Nel 2004 è coautrice e interprete della piéce teatrale Cyrano, se vi pare, di e con Massimo Fini, per la regia di Eduardo Fiorillo,  pièce che viene pubblicata in volume l'anno successivo, con le firme dei tre autori.
Dal 2005 è speaker per il network radiofonico nazionale RTL 102.5, dove conduce la trasmissione Onorevole Dj dal lunedì al venerdì dalle 23:00 alle 1:00. Dal 2007 è giornalista pubblicista.

## Programmi televisivi
- My Compilation (Rai 2, 2002[5])

## Programmi radiofonici
- Onorevole Dj (RTL 102.5, 2005)
- Protagonisti (RTL 102.5)
- Suite 102.5 (RTL 102.5)

## Teatro
- Cyrano, se vi pare, regia di Eduardo Fiorillo (2004)